# Farkhunda Zahra Naderi
Farkhunda Zahra Naderi ( en darí: فرخنده زهرا نادری‎   ) (Kabul,1981) es una política afgana y activista por los derechos de las mujeres. Es miembro del Alto Consejo para la Reconciliación Nacional (HCNR) de Afganistán presidido por Abdullah Abdullah. Anteriormente, trabajó como asesora principal del presidente Ashraf Ghani en Asuntos de las Naciones Unidas, como miembro del Parlamento (Wolesi Jirag/Cámara Baja del Parlamento afgano de 2010 a 2015), donde fue elegida diputada en las elecciones parlamentarias afganas de 2010. Farkhunda Zahra Naderi es ganadora del premio N-Peace y  graduada en YGL.

## Biografía
Es hija de Sayed Mansoor Naderi, el líder de Ismaili Hazaras en Afganistán. Naderi asistió a la escuela primaria y secundaria en las provincias de Baglán y Kabul y completó su licenciatura en el Harrow College en Londres en 2001. Estudió derecho en la Universidad Internacional de Westminster en Taskent y se graduó con una licenciatura en la misma universidad en 2007.

## Política y activista

### Elecciones parlamentarias de 2010
Naderi a través de su campaña parlamentaria quería definir una campaña política responsable y profesional que pudiera reflejar los valores de la democracia y el profesionalismo dentro de un entorno político tradicional. Consideró la campaña política como una responsabilidad de los candidatos para crear conciencia sobre los valores democráticos, como la gobernabilidad democrática, el contrato social, el papel del parlamento y el control y equilibrio con su electorado. Así, su campaña incluyó una variedad de métodos y enfoques como organizar representaciones teatrales para educar a los votantes sobre cómo votar, campañas callejeras, reunirse con personas en su oficina de campaña, organizar eventos públicos, escribir en periódicos para explicar sus puntos de vista, transmitir mensajes en radios y eventualmente apareciendo en la televisión para pasar sus mensajes. También organizó mítines de campaña en diferentes partes de la ciudad de Kabul, enviando activistas a llamar a las puertas de la ciudadanía para brindarles información sobre la candidata y su plan.
Naderi además asumió el desafío de presentarse oficialmente como la única candidata del partido político del Partido de Solidaridad Nacional de Afganistán de la provincia de Kabul en las elecciones parlamentarias de 2010. En ese momento la mayoría de los miembros de los diferentes partidos políticos se presentaban como candidatos independientes en lugar de utilizar el nombre de sus partidos políticos. Esto se hizo debido a la imagen y noción impopulares de los partidos políticos del pasado. Naderi argumentó que si la existencia de un partido político se considera un acto atroz dentro de la cultura política de Afganistán, entonces los afganos no deben participar en ningún partido político, pero si no lo es, entonces ¿por qué los miembros de los partidos políticos ocultan su identidad política para engañar al público con el fin de obtener votos, en lugar de concienciar al público sobre su agenda política y los derechos políticos de las personas? Igualmente, Naderi entró en las campañas electorales de 2010 con un lema desafiante de "Burka, la ventana del poder; چادری، دریچه قدرت" y no había fotos de ella en los materiales publicitarios y carteles, ya que quería alentar a la público para que se concentrase en las plataformas de las candidatas en  lugar de en sus rostros.

#### Presencia de la mujer en la Corte Suprema
En la universidad, Naderi realizó una investigación sobre el estudio del papel de la mujer dentro del poder afgano, estaba convencida de que la ausencia de mujeres afganas en la Corte Suprema es el verdadero desafío para la presencia simbólica de las mujeres en la política afgana. En la campaña parlamentaria de 2010, Naderi prometió luchar por la participación de las mujeres en el Tribunal Supremo de Afganistán. Naderi logró romper el tabú al alzar la voz en el parlamento, trabajando con la sociedad civil y los grupos políticos desde el nivel nacional hasta el internacional. Finalmente, una mujer por primera vez en la historia de Afganistán fue presentada en la Corte Suprema por el presidente Ghani en el Gobierno de Unidad Nacional de Afganistán (NUG).

### Unión Interparlamentaria
En 2013, Naderi cambió el papel del Parlamento afgano de delegados participativos a actores políticamente activos al ingresar a las elecciones en la Unión Interparlamentaria y fue elegida como la primera diputada afgana en uno de los Tres Comités Permanentes; el Comité de Democracia y Derechos Humanos de la Unión Interparlamentaria. En marzo de 2013, Naderi obtuvo la membresía del tercer Comité Permanente (Derechos Humanos y Democracia) en la 128.ª Asamblea de la UIP celebrada en Ecuador. En la elección entre representantes de Afganistán, Australia e Irán, Naderi obtuvo 28 votos de 52, mientras que los parlamentarios australiano e iraní obtuvieron 20 y 3 votos respectivamente.
En marzo de 2014, en la 130.ª Asamblea de la UIP, Naderi fortaleció aún más el papel del parlamento afgano al convertirse en presidente del comité mencionado a través de otra elección. Naderi dejó el parlamento después de su quinto año porque, según la Constitución afgana, el mandato legal del parlamento afgano había terminado, pero en lugar de celebrar elecciones parlamentarias, el presidente Ghani extendió su mandato mediante la aprobación de un decreto. Naderi consideró que esta acción violaba el contrato social entre el pueblo y los parlamentarios e iba en contra de los valores democráticos.

### Papel consultivo del presidente
Naderi trabajó como asesora principal del presidente Ashraf Ghani en asuntos de la ONU, desde diciembre de 2016 hasta noviembre de 2018. En este puesto, su misión era preparar el documento "One UN". Naderi con sus homólogos de la ONU preparó el documento de Una ONU con dos anexos de rendición de cuentas mutua y Plan de acción para el presidente. El documento dirige las actividades de las agencias de la ONU de una manera más coordinada, eficaz y sostenible. Desarrolló el documento One UN con el objetivo de establecer coordinación, responsabilidad, transparencia y eficiencia para las ayudas y operaciones de las agencias de la ONU en Afganistán . El documento también se centra en la adaptación de los programas de las agencias de la ONU a las prioridades y estrategias del pueblo afgano. El documento se completó y envió para la firma del presidente a principios de 2018 para luego enviarlo para su ejecución, pero nunca se firmó; y no se proporcionaron más aclaraciones al respecto. Además, Naderi abrió la puerta del arg (el palacio) al público en general, especialmente a los jóvenes, al establecer The Arg and Citizen Debate, Citizen Wall, y el Civil Society Dialogue, co-organizándolo con ONU Mujeres.
Naderi fue nombrada para el puesto de Asesora Principal mediante un decreto presidencial publicado en diciembre de 2016. Renunció a su puesto como asesora principal del presidente Ashraf Ghani por lo que llamó "desacuerdos graves". Le tomó ocho meses renunciar a Arg. Sin embargo, cuando realizó una conferencia de prensa en Gmic, después de su renuncia en noviembre de 2018, compartió con el público el informe de su trabajo como asesora principal del presidente pero evitó responder a las preguntas de los medios sobre su renuncia.

#### Diseño Chadari: Chadari Vs Lungi o Peace VS War
Chadari Design es una marca simbólica establecida en agosto de 2019 por Farkhunda Zahra Naderi con el objetivo de apoyar y empoderar a las mujeres. 
Fue inaugurada a través de la exposición 'Chadari Vs Lungi' (Burka VS Turban) o 'Peace Vs War' en Kabul.

Naderi argumenta que el diseño de Chadari dentro de sus creaciones y trabajos artísticos intenta enfocarse primero en los derechos de las mujeres como una noción central de "derechos humanos" e "igualdad", llamando la atención sobre los tipos de vestimenta que las mujeres eligen usar. La exposición se hizo popular y controvertida dentro del país junto con el discurso de Naderi generó debates y discusiones entre ciudadanos afganos, mujeres jóvenes, estudiantes universitarios profesores, artistas y comunidades políticas, sociales y culturales

La colección artística de "Chadari Vs. Lungi" representó los dos fenómenos opuestos pero relacionados de la paz y la guerra. En la exposición, Farkhunda Zahra Naderi como creadora de Chadari Design y la exposición intentaron representar las complejas relaciones entre la paz y la guerra, la justicia y la venganza y los hombres y las mujeres. La exposición comenzó con el cliché de que las mujeres son víctimas y los hombres violadores, pero dentro de los detalles de su trabajo desafió esta idea de que el género per se no puede ser la fuente de la violencia. por lo tanto, no son solo los hombres los que crean la violencia, sino que las mujeres también serán la causa de la violencia cuando se les dé el poder, pero no haya un sistema para responsabilizarlas. Por lo tanto, es el poder ilimitado e incontrolado y la existencia de injusticias las que son la causa de la violencia desde el ámbito doméstico hasta el nacional.
La exposición de Chadari VS Lungi, que abordaba la perspectiva social y cultural de las divisiones entre feminidad y masculinidad, con sus diversos y detallados diseños y obras de arte, generó interés y debate entre los afganos en diferentes ámbitos de la vida. La exposición estuvo abierta al público en general durante dos días, donde acudieron para su visita hombres y mujeres afganos tradicionales y modernos. Dado que se llevó a cabo en el momento de la campaña presidencial, donde la competencia entre los candidatos estaba en su apogeo, aunque Farkhunda Zahra Naderi eligió trabajar en el proceso de paz en lugar de unirse a la elección, pero debido a sus antecedentes políticos, su obra de arte fue atacada. por el ambiente de rivalidad electoral. Por lo tanto, el equipo de la presidenta Ghani aprovechó el tiempo para malinterpretar su discurso y exhibición en las redes sociales al organizar una campaña negativa por parte de sus activistas de las redes sociales al difundir información incorrecta y acusaciones en su contra. Por lo tanto, figuras políticas leales al presidente Ghani intensificaron las reacciones negativas hacia la exposición. Por lo tanto, algunos senadores de la Cámara del Senado (Meshrano Jirga) que estaban bajo la influencia del gobierno acusaron a la Sra. Naderi de insultar la vestimenta tradicional de los hombres y la presentaron a la oficina del fiscal para ser procesada.

#### Activista por los derechos de las mujeres
Naderi es activista por los derechos de las mujeres y los derechos humanos desde su comunidad y hasta el nivel nacional, luchó contra las diferentes formas de violencia contra las mujeres y levantó la voz no solo sobre la existencia de violencias contra las mujeres sino también sobre la conciencia de la Ley EVAW. Trabajó en la mejora de la Ley EVAW en la comisión de derechos de la mujer, pero cuando se dio cuenta como borrador de la ley EVAW no obtendría votos y sus ganancias se perderían, trabajó para apoyar la implementación de la ley. Utilizó su función de supervisión como parlamentaria para hacer que los organismos gubernamentales pertinentes, principalmente ministerios rindieran cuentas por la implementación de sus artículos. También participó activamente en el caso de Farkhunda Malikzada, y apoyó su caso en todo momento. También siguió el caso de en la corte asistiendo a las audiencias públicas hasta que se emitió el veredicto de la corte. Expresó sus objeciones al veredicto del tribunal porque creía que el tribunal actuó de manera parcial con respecto a las personas acusadas que estaban involucradas en el caso de Farkhunda Malikzada.

## Premios y reconocimientos[44]
- Nominada por el PNUD para el Premio Nobel de la paz en 2012. Ganó el premio a través de un sistema de votación electrónico.[45] Naderi nominó a una parlamentaria afgana, Masuada Karokhi, e hizo campaña por ella.En 2013, MP Karokhi ganó el premio N-Peace.[46]

- Fue la única representante femenina de Afganistán que participó en tres conferencias de Chantilly no oficiales consecutivas en París en 2010 y 2012.[47][48]